# Staffans Anna
Anna Mårtensdotter, kallad Staffans Anna, är känd som en av de åtalade i häxprocessen i Katarina under det stora oväsendet.
Hon beskrivs som en gift bondkvinna bosatt på Dalarö, som vid denna tid låg flera dagsfärder från Stockholm. Hon bryggde och sålde öl. Under häxprocessen i Katarina i Stockholm förekom hennes namn ofta i de vittnesmål som gavs av barnvittnena. 
Malin Matsdotters dotter Maria Eriksdotter uppgav, att hennes mor hade förlorat henne i tärningspel till Staffans Anna, som sedan hade varit den som fört Maria till Blåkulla. Hon uppgav, att Annas piga Gertrud hade talat om för flera personer att "hennes husmor gick till Stegelbacken tre torsdagskvällar i rad och tog några ben från en halshuggen skotte och grävde ut någonting ur en skalle. Hon tog också med sig tre spånor från en stock och tre stenar. Därefter återvände hon hem och gick ner i källaren där hon kastade sakerna hon fått med sig från Stegelbacken över axeln för att lyckas med ölbryggandet". 
Per Anderssons yngre son, den nioårige Jören, vittnade om att Annika Eriksdotter (Marias syster) ursprungligen hade varit den som fört honom till Blåkulla, men förlorat honom på tärning till Staffans Anna. Per Ryttares dotter vittnade om att Staffans Anna förde både henne och hennes bror Per till Blåkulla på en stång. Under rättegången mot Karin Ambjörnsdotter pekade Maria Eriksdotter återigen ut Staffans Anna som den enda utöver hennes mor som fört henne till Blåkulla. 
Den 4 september vittnade Per Anderssons söner Per och Jöran om att Malin Matsdotter och sedan Annika Eriksdotter fört dem till Blåkulla fram till att Staffans Anna tog över uppgiften. 
Trots att Staffans Anna utpekades åtskilliga gånger i häxprocessen blev hon aldrig gripen och förd till rätta i Stockholm. Dalarö låg under denna tid flera dagars färd från staden. Hon var dock medveten om vilka beskyllningar som riktades mot henne. Den 11 september upplöstes häxprocessen. I slutet av januari 1677
infann sig Staffans Anna slutligen i Stockholm inför kommissorialrätten och begärde ett intyg över att anklagelserna som riktats mot henne varit grundlösa. Det beviljas henne.